# Ludger Lütkehaus
Ludger Lütkehaus (Cloppenburg, 17 de dezembro de 1943 — Freiburg im Breisgau, 22 de novembro de 2019) foi um filósofo e literato alemão.

## Vida
Lütkehaus – o quarto filho do empregado Eduard Lütkehaus e sua esposa Ida Lütkehaus – frequentou a escola primária de Cloppenburg de 1950 a 1954 e o ramo de linguagem clássica do Clemens-August-Gymnasium Cloppenburg de 1954 a 1963. Ele então estudou alemão, filosofia, pedagogia e história na Universidade de Freiburg em 1968 com um M.A. Com sua dissertação sobre Friedrich Hebbel, ele recebeu seu doutorado em 1976 da Universidade de Freiburg sob Hans Peter Herrmann. Doutoramento. Lütkehaus se formou em Estudos Alemães Modernos na Universidade de Siegen sob Helmut Kreuzer com uma tese adicional sobre Hebbel e lecionou na Universidade de Siegen e na Universidade Emory em Atlanta na década de 1980. Na Universidade de Freiburg, Lütkehaus foi professor honorário de literatura alemã moderna.
Em 1997, Lütkehaus foi Professor Visitante Distinto Max Kade na Universidade de Wisconsin em Madison. Foi membro do Centro PEN Alemanha e editor das Obras Reunidas de Arthur Schopenhauer.
Seu livro Nichts (Zurique, 1999) atraiu muita atenção. Se lermos o sumário deste livro, avaliou Tobias Nagl, "fica-se com a impressão de que alguém está niilisticamente brincando com a história da filosofia. Seguindo Heidegger, Lütkehaus fala do esquecimento como uma doença ocidental que deve, antes de tudo, ser curada, torna o princípio do nada forte contra Ernst Bloch e intitula Pathodizee des Kerkers oder Von der Ontologie zur Ontoerotik: Die Frau als Nichts und Loch. O estudo é "bastante literário e permanece filosoficamente superficial", disse Günther Neumann.  Em 2001, Lütkehaus publicou um "ensaio biográfico" sobre o amigo de Nietzsche, Paul Rée. Entre os filósofos que o influenciaram estão Friedrich Nietzsche e Günther Anders.
Lütkehaus professava o ateísmo e era membro do conselho consultivo científico da Fundação Giordano Bruno.
Lütkehaus morreu em Friburgo em novembro de 2019, aos 75 anos, após uma longa e grave doença. Em seu apreço pelo Neue Zürcher Zeitung, o filósofo Andreas Urs Sommer escreve: "Lütkehaus retirou-se do nihilin, que encontrou tão abundantemente dosado entre seus queridinhos de pensadores quanto de maneira arrepiante em seu estreito meio católico de origem. Ele não era, de modo algum, o desgraçado bilioso e negador do ser, para quem o nada teria sido a alternativa desejavelmente melhor. Pelo contrário, depois de nadar pelos mares niilistas, mostrou-se bastante dedicado a este mundo, aos seus prazeres e promessas de felicidade. A literatura (especialmente a da China e do Japão) e a música tornaram-se os verdadeiros garantes do valor da vida para ele".
Em 2020, o espólio filosófico, científico e literário, bem como a biblioteca científica de Ludger Lütkehaus foram para o Centro de Documentação Nietzsche da Sociedade Nietzsche, em Naumburg, onde estão disponíveis para pesquisa.

## Publicações

### Monografias
- 1992: »O Wollust, o Hölle«. Die Onanie. Stationen einer Inquisition. Fischer Taschenbuch Verlag, Frankfurt am Main. ISBN 3-596-10661-3
- 1992: Hegel in Las Vegas. Amerikanische Glossen. Freiburg, Rombach, ISBN 978-3-7930-9088-5
- 1993: Dieses wahre innere Afrika. Texte zur Entdeckung des Unbewußten vor Freud. Fischer, Frankfurt am Main, ISBN 3-596-26582-7
- 1999: Nichts. Haffmans Verlag, Zürich, ISBN 3-251-00446-8
  - 2010, Rev. Neuauflage: Nichts. Abschied vom Sein, Ende der Angst. Haffmans Verlag bei Zweitausendeins, ISBN 978-3-86150-922-6
- 2004: Nirwana in Deutschland. Von Leibniz bis Schopenhauer. DTV, München, ISBN 3-423-34127-0
- 2006: Natalität. Philosophie der Geburt. Die Graue Edition, Kusterdingen, ISBN 978-3-906336-47-3
- 2008: Vom Anfang und vom Ende. Zwei Essays. Suhrkamp (Bibliothek der Lebenskunst);[9] Insel Verlag Frankfurt am Main, ISBN 978-3-458-17395-3[10]
- 2014: Ruhe. Größe. Sonnenlicht. Friedrich Nietzsche in Sils-Maria (Mit Fotografien von A. T. Schaefer). Libelle-Verlag, Lengwil (CH), ISBN 978-3-905707-58-8
- 2014: Das nie erreichte Ende der Welt. Erzählungen von letzten und den ersten Dingen, Corso Verlag, Wiesbaden, ISBN 978-3-7374-0703-8

### Como editor (seleção)
- 1991: Die Schopenhauers. Der Familien-Briefwechsel von Adele, Arthur, Heinrich Floris und Johanna Schopenhauer. Haffmans Verlag, Zürich, ISBN 3-251-20115-8
- 1996: Das Buch als Wille und Vorstellung. Arthur Schopenhauers Briefwechsel mit Friedrich Arnold Brockhaus. C. H. Beck, München, ISBN 3-406-40956-3
- 2002: Günther Anders: Übertreibungen in Richtung Wahrheit. Stenogramme, Glossen, Aphorismen. Hrsg. und mit einem Vorwort von Ludger Lütkehaus. Verlag C. H. Beck, München, ISBN 3-406-47612-0
- 2003: Hannah Arendt: Der Liebesbegriff bei Augustin. Versuch einer philosophischen Interpretation. Philo, Berlin Wien 2003, ISBN 3-86572-343-8, Vorwort S. 7–18, zweite Auflage 2005
- 2003: Arthur Schopenhauer. Über Schriftstellerei und Stil. Alexander Verlag Berlin
- 2006: Genug von meinen Schweinereien. Freud zum Vergnügen Reclam-Verlag Ditzingen, ISBN 978-3-15-018331-1
- 2007: Mythos Medea. Texte von Euripides bis Christa Wolf. Wie vor, ISBN 978-3-15-020006-3
- 2010: Arthur Schopenhauer. Ich bin ein Mann, der Spaß versteht. Einsichten eines glücklichen Pessimisten. DTV München, ISBN 978-3-423-13910-6